# Thomas Clement Fletcher

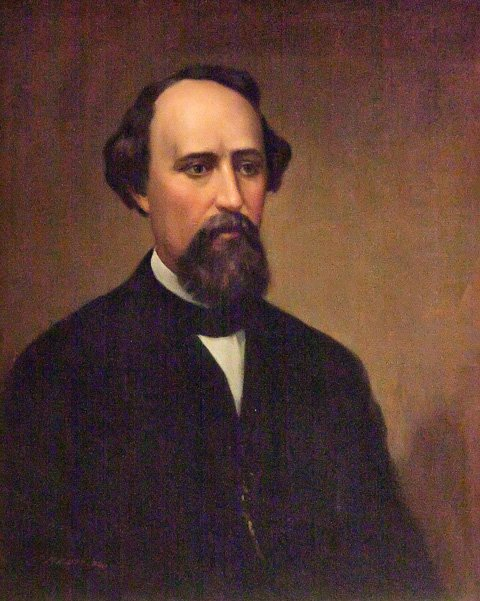
Thomas Clement Fletcher

Thomas Clement Fletcher (* 22. Januar 1827 in Herculaneum, Jefferson County, Missouri; † 25. März 1899) war ein US-amerikanischer Politiker und von 1865 bis 1869 der 18. Gouverneur von Missouri.

## Frühe Jahre und politischer Aufstieg
Fletcher besuchte die örtlichen Schulen in seiner Heimat. Nach einem Jurastudium wurde er im Jahr 1856 als Rechtsanwalt zugelassen. Bereits im Jahr 1846 war er als Angestellter am Gericht im Jefferson County tätig.
Thomas Fletcher war einer der Mitbegründer der Republikanischen Partei in Missouri. Im Jahr 1860 war er Delegierter auf dem Bundesparteitag, auf dem Abraham Lincoln zum Präsidentschaftskandidaten nominiert wurde. Während des Bürgerkriegs war er von 1862 bis 64 Oberst des 31st Missouri Volunteer Infantry-Regiments. Danach Oberst des 47th Missouri Volunteer Infantry-Regiments. 1862 geriet er in der Schlacht am Chickasaw Bayou in Kriegsgefangenschaft, die er im Libby-Gefängnis verbrachte. Im Mai 1863 wurde er ausgetauscht und erlebte noch den Fall von Vicksburg. Er kämpfte in der Schlacht von Chattanooga und kommandierte eine Brigade im Atlanta-Feldzug. Bei Kriegsende hatte er den Rang eines Brevet-Brigadegenerals erreicht. Am 8. November 1864 wurde er als Kandidat seiner Partei zum neuen Gouverneur seines Staates gewählt.

## Gouverneur von Missouri
Thomas Fletcher trat sein neues Amt am 2. Januar 1865 an. Zu diesem Zeitpunkt war der Bürgerkrieg noch in vollem Gange. In den folgenden Jahren mussten auch in Missouri die Folgen des Krieges überwunden werden. Im weiteren Verlauf seiner Amtszeit wurde das Haushaltsdefizit verringert und das Lincoln Institute for Negroes gegründet.

## Weiterer Lebenslauf
Nach dem Ende seiner Amtszeit am 12. Januar 1869 zog sich Fletcher aus der Politik zurück. Später zog er nach Washington, wo er als Anwalt arbeitete. Thomas Fletcher starb am 25. März 1899. Zusammen mit seiner Frau Mary Clara Honey hatte er zwei Kinder.